# Jan Klár
Jan Klár (18. ledna 1945 Praha – 28. prosince 2024) byl český tanečník, choreograf a herec. V roce 2023 obdržel cenu Master Prix udílenou nadací Život umělce.

## Životopis
Narodil se 18. ledna roku 1945 v Praze. V roce 1965 absolvoval pražskou taneční konzervatoř a v roce 1985 vystudoval pražskou HAMU.
Svoji taneční kariéru započal v roce 1965 v Československém souboru písní a tanců. V souboru strávil dva roky. Mezi lety 1967 až 1969 působil v Armádním uměleckém souboru Víta Nejedlého, kam se na jednoroční angažmá v roce 1971 vrátil. Než k tomu došlo působil v souboru Balet Praha. V letech 1972 až 1976 tančil v Národním divadle. Největší část své kariéry strávil v souboru Pražského komorního baletu, kde tančil od roku 1976 až do roku 1987. Působil zde jako sólista. Velké příležitosti mu dodával český režisér a tanečník Pavel Šmok.
Díky svému tanečnímu nadání se objevil i v řadě českých filmů. Jednalo se zejména o pohádky. Mezi ně patřily filmy O princezně Solimánské a Motovidla.
Zemřel 28. prosince roku 2024 po dlouhé nemoci, ve věku nedožitých 80 let.

## Filmografie
- Starci na chmelu (1964)
- Osvobození Prahy (1976)
- Střepy pro Evu (1978)
- Trhák (1980)
- Pastýřka a kominíček (1983)
- O princezně Solimánské (1984)